# 48495 Ryugado
48495 Ryugado este un asteroid din centura principală de asteroizi.

## Descriere
48495 Ryugado este un asteroid din centura principală de asteroizi. A fost descoperit pe 16 ianuarie 1993 la Geisei de Tsutomu Seki. Asteroidul prezintă o orbită caracterizată de o semiaxă mare de 2,30 ua, o excentricitate de 0,14 și o înclinație de 5,8° în raport cu ecliptica.